# Fratelli in affari: SOS Celebrity
Fratelli in affari: SOS Celebrity (Celebrity IOU) è un docu-reality statunitense, in onda dal 2020 su HGTV e trasmesso in Italia dalla versione italiana della rete.

## Format
La trasmissione segue l'attività di alcune celebrità che richiedono aiuto nel rinnovare le proprietà di amici, parenti o colleghi a cui vogliono dedicare un ringraziamento speciale e del tutto inaspettato. Grazie all'appoggio dei gemelli Jonathan e Drew Scot di Fratelli in affari, i vip coinvolti, partecipano attivamente alla progettazione ed alla ristrutturazione degli immobili, dei giardini e dei garage.

## Episodi
| Stagione         | Puntate | Prima TV USA | Prima TV Italia |
| ---------------- | ------- | ------------ | --------------- |
| Prima stagione   | 6       | 2020         | 2020            |
| Seconda stagione | 4       | 2020-2021    | 2021-2022       |
| Terza stagione   | 6       | 2021         | 2021-2022       |

### Stagione 1[3]
| nº | Titolo           | Prima TV USA | Prima TV Italia |
| -- | ---------------- | ------------ | --------------- |
| 1  | Brad Pitt        | 2020         | 2020            |
| 2  | Jeremy Renner    | 2020         | 2020            |
| 3  | Viola Davis      | 2020         | 2020            |
| 4  | Melissa McCarthy | 2020         | 2020            |
| 5  | Rebel Wilson     | 2020         | 2020            |
| 6  | Micheal Bublé    | 2020         | 2020            |

### Stagione 2
| nº | Titolo          | Prima TV USA | Prima TV Italia |
| -- | --------------- | ------------ | --------------- |
| 1  | Zooey Deschanel | 2020         | Inedita         |
| 2  | Allison Janney  | 2020         | Inedita         |
| 3  | Justin Hartley  | 2020         | 2021            |
| 4  | Rainn Wilson    | 2021         | Inedita         |

### Stagione 3
| nº | Titolo                                       | Prima TV USA | Prima TV Italia |
| -- | -------------------------------------------- | ------------ | --------------- |
| 1  | Kris Jenner, Kim Kardashian e Kendall Jenner | 2021         | 2021            |
| 2  | LeAnn Rimes                                  | 2021         | Inedita         |
| 3  | Kevin Hart                                   | 2021         | Inedita         |
| 4  | Gwyneth Paltrow                              | 2021         | 2021            |
| 5  | Darren Criss                                 | 2021         | 2021            |
| 6  | Josh Groban                                  | 2021         | Inedita         |

## Doppiatori
Il doppiaggio italiano della serie è affidato a:
- Jonathan: Maurizio Merluzzo (st: 1); Gabriele Sabatini (st: 2-3)
- Drew: Gianluca Cortesi (st: 1-3)